# Pipino II de Aquitania
Pipino II, llamado el Joven (823-Senlis, después de 864), fue un monarca franco. Fue rey de Aquitania desde 838 como sucesor de su padre Pipino I. Pipino II era hijo de Pipino I e Ingeltrude, hija de Teodoberto, conde de Madrie. Era nieto del emperador Luis el Piadoso.
Pipino fue elegido rey a la muerte de sus padres por la nobleza aquitana, deseosa de independizarse del Imperio. Sin embargo, Luis había nombrado rey de Aquitania a su hijo Carlos el Calvo en 832, cuando desposeyó (nominalmente) a Pipino I. Pipino había estado a partir de entonces en guerra con su tío Carlos. Luis le desheredó en  Crémieu y posteriormente en Worms en los dos siguientes repartos del imperio.
Luis pidió a los aquitanos que enviaran a Pipino a Aquisgrán para formarle como gobernante, pero se negaron. Pipino tuvo el control total de Aquitania hasta 841, cuando acudió en ayuda de su tío Lotario I en Fontenay. Pipino derrotó a Carlos el Calvo, pero Lotario cayó ante Luis el Germánico, otro hijo del emperador Luis. Pipino regresó a Aquitania y continuó la guerra con Carlos.
En 844, Pipino cometió el terrible error de solicitar la ayuda del Jarl Oscar, un aventurero vikingo. Guio a las fuerzas de Oscar siguiendo el curso del Garona hasta Toulouse, dádonles la ocasión de explorar el territorio para posteriores saqueos. En 845, Pipino acogió Seguin de Burdeos que había desertado de las filas imperiales y lo convirtió en dux Wasconum, para que colaborará en la lucha contra Sancho II Sánchez de Gascuña, que ya había luchado contra Pipino I.
Burdeos, la mayor ciudad de Aquitania, y por aquel entonces en manos de Carlos, fue capturada por Oscar en 847 con la ayuda de los ciudadanos descontentos, en su mayoría judíos o partidarios de Pipino. La caída de la ciudad en manos de un pirata pagano, junto con el alcoholismo y vida relajada de Pipino, debilitaron su posición entre la nobleza, hasta quedar sin apoyos en 848. Su hermano menor Carlos de Aquitania trató entonces de ocupar su lugar.
El gobierno de Pipino concluyó en 851 o 852 cuando fue capturado por Sancho II de Vasconia y entregado a Carlos. Fue confinado en el monasterio de Saint Médard en Soissons. Como recompensa, Sancho fue nombrado duque.
Luis el Germánico, en guerra con Carlos el Calvo, mandó a su hijo Luis el Joven a reclamar Aquitania. Llegó hasta Limoges en 855 antes de regresar.
Pipino logró escapar y recuperar parte de su autoridad y tierras en 854. Los vikingos, ahora asentados en el Valle del Loira asolaron  Poitiers, Angoulême, Périgueux, Limoges, Clermont, Y Bourges mientras Carlos el Calvo trataba de someter a Pipino. En 864, Pipino se unió a los vikingos, y se rumoreaba que había abandonado el cristianismo para adorar a Woden y "vivía como uno de ellos [los vikingos]". Atacó Toulouse juntó con los vikingos, y fue capturado nuevamente a finales de 864, depuesto por el Edicto de Pistres, y encarcelado en Senlis, siendo ejecutado por bajos los cargos de apostasía y traición.
| Títulos Reales Carolingios |                                                                                    |                     |
| Predecesor: Pipino I       | Rey de Aquitania 838-864 en oposición a Carlos II (838-855) y Carlos III (855-866) | Sucesor: Carlos III |